# Atemlos vor Angst
Atemlos vor Angst ist ein US-amerikanischer Thriller des Regisseurs William Friedkin aus dem Jahr 1977. Der Film ist eine Co-Produktion von Universal Pictures, Paramount Pictures und Film Properties International N.V. im Verleih der Universal Pictures in den USA/Kanada und Paramount Pictures außerhalb der Vereinigten Staaten und kam am 24. Juni 1977 in die US-amerikanischen und am 13. April 1978 in die deutschen Kinos. Er ist eine Neuverfilmung des Films Lohn der Angst aus dem Jahr 1953 und basiert wie dieser auf dem Kriminalroman Lohn der Angst (Originaltitel: Le Salaire de la peur) von Henri Georges Girard (alias Georges Arnaud).

## Handlung
Jackie Scanlon lebt in einem südamerikanischen Dorf fernab der Zivilisation, wohin er vor den Auftragsmördern eines Gangsterbosses geflohen ist.
Eines Tages explodiert auf einem entfernt gelegenen Erdölfeld eine Bohrstation und reißt viele Arbeiter in den Tod. Da es keine Möglichkeit gibt, den Brand mit Wasser zu löschen, sucht der verantwortliche Leiter des Ölfeldes nach einer anderen Lösung. Er beauftragt einen Sprengexperten, das Feuer mit einer Explosion auszublasen. Gemeinsam fliegen sie mit einem Helikopter zu einem alten Dynamit-Lager, um das Sprengmaterial abzuholen, doch es stellt sich heraus, dass dieses falsch gelagert wurde und das Nitroglyzerin aus den Sprengstäben in die Verpackung ausgelaufen ist. Damit wird der Transport mit dem Hubschrauber zu gefährlich, weil kleinste Erschütterungen eine Explosion verursachen könnten.
Der Leiter beauftragt daraufhin Jackie und drei weitere Arbeiter aus dem Dorf damit, zwei alte Trucks herzurichten und das Nitroglyzerin sicher an die Ölquelle zu transportieren. Er bietet ihnen dafür Geld und einen Ausweis, um dem tristen Leben in dem Dorf entfliehen zu können. Auf der waghalsigen Fahrt müssen Jackie und die anderen mehrere lebensgefährliche Hindernisse meistern, darunter die zentimeterweise Fahrt über eine modrige Hanfseilbrücke. In Rückblenden werden die Schicksale gezeigt, die die vier Männer in den Regenwald verschlagen haben.
Diese Rückblenden zeigen die kriminellen oder problematischen Hintergründe der Männer und erklären, warum sie gezwungen sind, in ein abgelegenes südamerikanisches Land zu fliehen.
Jackie Scanlon ist ein amerikanischer Lastwagenfahrer und Kleingangster, der nach einem missglückten Überfall auf einen Mob-Boss in New Jersey fliehen muss. Nach einem Blutbad, bei dem mehrere seiner Komplizen sterben, flieht er vor der Vergeltung des Mobs.
Victor Manzon ist ein französischer Geschäftsmann, der in einen großen Finanzskandal verwickelt ist. Nachdem sein betrügerisches Verhalten aufgedeckt wird, steht er vor dem Ruin und wird von der Polizei gesucht. Um seiner Verhaftung zu entgehen, flieht er aus dem Land.
Kassem, auch bekannt als Martinez, ist ein palästinensischer Terrorist, der nach einem missglückten Bombenanschlag in Jerusalem auf der Flucht ist. Seine Komplizen werden gefasst oder getötet, und er muss sich verstecken, um der Verhaftung oder dem Tod zu entkommen.
Nilo ist ein Auftragsmörder aus Mexiko, der nach einem brutalen Mord untertauchen muss. Obwohl seine Vorgeschichte weniger detailliert dargestellt wird, ist klar, dass er sich aufgrund seiner kriminellen Aktivitäten im Exil befindet.
Die Rückblenden dienen dazu, die verzweifelte Lage und die verzweifelte Motivation der Charaktere zu zeigen, die bereit sind, das lebensgefährliche Unterfangen der Nitroglycerin-Transportmission anzunehmen. Jeder der Männer sieht in dieser Mission seine letzte Chance, aus seiner aussichtslosen Lage zu entkommen.
Kurz vor dem Ziel platzt bei einem der beiden Wagen ein Reifen, er stürzt eine Böschung hinunter und explodiert mit den Fahrern Victor und Kassem, gerade als diese an das Gelingen des Unternehmens zu glauben beginnen. An der Unfallstelle werden Jackie und sein Beifahrer Nilo von Guerilleros überfallen, wobei Nilo tödlich verletzt wird. Als der schrottreife Truck schließlich wenige Meilen vor der Bohrstation liegen bleibt, trägt Jackie eine der Sprengstoffkisten mit eigenen Händen an die brennende Ölquelle. Dort kann das Feuer durch die Sprengung gelöscht werden. Damit hat Jackie den Job erfolgreich erledigt und erhält den vereinbarten Lohn für seine erfolgreiche Arbeit.
Zurück im Dorf bereitet sich Jackie auf seine Abreise vor, als zwei Auftragsmörder die Bar betreten, in der er sich aufhält.

## Hintergründe
- Die Dreharbeiten mit einem Budget von rund 22 Millionen US-Dollar fanden in der Dominikanischen Republik, in New Mexico sowie New Jersey (USA), in Jerusalem und Paris statt.
- Die Musik zum Film kommt von Tangerine Dream in der Besetzung Edgar Froese/Christopher Franke/Peter Baumann.
- Mit neun Millionen US-Dollar spielte der Film weltweit nur etwas weniger als die Hälfte seiner zur damaligen Zeit sehr hohen Kosten wieder ein. Einer der Gründe war wohl, dass der Film gleichzeitig mit dem Film Krieg der Sterne in die Kinos kam. Dieser entwickelte sich zu einem enormen Kassenerfolg, worunter die parallel im Kino laufenden Filme sehr litten.
- Die außerhalb Amerikas veröffentlichte Fassung wurde um eine halbe Stunde auf ca. 92 Minuten gekürzt. Gleichzeitig wurde die Abfolge der Ereignisse verändert: Die Gründe, aus denen die einzelnen Personen in den Dschungelort kommen, werden in der US-Version am Anfang des Films erzählt, während dies in der kürzeren Versionen als Rückblende gezeigt wird.
- Im April 2014 wurde eine restaurierte Version des Filmes auf Blu-ray in den USA veröffentlicht, hierzu griff man auf die ursprünglichen Negative zurück, die sich noch in einem relativ guten Zustand befanden. Am 19. Januar 2015 wurde der Film zum ersten Mal in ungekürzter Originallänge im deutschen Fernsehen auf dem Sender arte gesendet. Diese Fassung war allerdings mit anderen Sprechern komplett neu synchronisiert worden und enthält auch Szenen, die nur untertitelt sind.
- Der Film wurde in Deutschland lediglich in der kürzeren internationalen Fassung auf VHS veröffentlicht. Aufgrund der unübersichtlichen rechtlichen Lage blieb eine Veröffentlichung auf DVD oder Blu-ray bislang aus.
- Steve McQueen war die erste Wahl für die Hauptrolle. McQueen fand das Skript großartig und wollte unbedingt die Rolle spielen, konnte aber die USA zum Zeitpunkt der Dreharbeiten wegen Ehestreitigkeiten mit seiner Frau Ali MacGraw nicht verlassen. Charles Bluhdorn, dessen Firma Gulf+Western die Filmfirma Paramount besaß, war sehr daran interessiert, die Dominikanische Republik in ein Zentrum für Filmproduktion zu verwandeln. Auch Friedkin bestand darauf, dass der Film in der Dominikanischen Republik gedreht werden sollte. Daraufhin schlug McQueen seine Frau als Produzentin des Films vor, damit sie einen Grund hatte, bei den Dreharbeiten anwesend zu sein. Friedkin lehnte diesen Vorschlag ab, woraufhin McQueen die Rolle nicht annahm. Die Rolle wurde später mit Roy Scheider besetzt.

## Deutsche Synchronisation
Die 1. deutsche Synchronfassung für das Kino wurde durch die Berliner Synchron GmbH erstellt (Dialogbuch: Lutz Arenz, Dialogregie: Dietmar Behnke). Die Neusynchronisation entstand 2014 durch die FFS Film- & Fernseh-Synchron GmbH in München (Dialogbuch und -regie: Hartmut Neugebauer).
| Rolle          | Darsteller            | Synchronsprecher Kino | Synchronsprecher Neusynchro |
| -------------- | --------------------- | --------------------- | --------------------------- |
| Jackie Scanlon | Roy Scheider          | Horst Schön           | Christian Tramitz           |
| Victor Manzon  | Bruno Cremer          | Michael Chevalier     | Mike Carl                   |
| Nilo           | Francisco Rabal       | Heinz Petruo          | Hartmut Neugebauer          |
| Kassem         | Amidou                | Manfred Lehmann       | Martin Halm                 |
| Carlos         | Friedrich von Ledebur | Friedrich von Ledebur | Thomas Rau                  |
| Corlette       | Ramon Bieri           | Hans Künster          | Ekkehardt Belle             |

## Kritiken
Das Lexikon des internationalen Films wirft dem Film vor, die Spannungseffekte zu überziehen und sie dadurch wirkungslos zu machen. Die Charakterzeichnung wirke oberflächlich und die schauspielerische Leistung sei enttäuschend.

## Auszeichnungen
- 1978 wurde Sorcerer für den Oscar in der Kategorie Bester Sound nominiert.